# Lamajuru
Lamajuru je buddhistický klášter tibetského buddhismu v okrese Kárgil v západním Ladaku, u silnice Šrínagar-Kárgil-Léh, 15 km východně od sedla Fatu La, v nadmořské výšce 3510 m n. m.
Lamajuru je nejstarší a největší klášter v Ladaku, žije zde kolem 150 mnichů. V minulosti zde žilo až 400 mnichů, někteří v klášterech v okolních vesnicích. 28.-29. dne druhého tibetského měsíce se zde konají čhamové tance.
Podle tradice byl klášter Lamajuru založen na přání ladakhského krále kolem roku 1 000 n. l. Festival masek démonů a božstev stylizovaný do tance čham probíhá v klášteře Lamajuru vždy v létě, kdy je dobře přístupný pro buddhisty ze širokého okolí. Zima je v této oblasti drsná a dlouhá a klášter bývá několik měsíců zcela odříznutý sněhem od okolního světa. Buddhistický festival probíhá tři dny, kdy se tancem předvádějí historické příběhy v děsivých maskách démonů, božstev i významných historických postav. Rytmus tance udávají tři bubeníci z řad nejvýše postavených lámů kláštera.
V klášteře Lamajuru probíhá rovněž výuka malých mnichů, společné meditace, recitování manter a kontemplace buddhistických textů. V klášteře je rovněž možné levně přenocovat a sledovat aktivity mnichů.